# SOS
 Denne artikel omhandler det internationale nødsignal. Opslagsordet har også en anden betydning, se Søværnets Officersskole.
 "S.O.S." omdirigeres hertil. For andre betydninger af S.O.S., se S.O.S. (flertydig).
SOS er det internationale nødsignal i morsealfabetet.
Det blev "• • • – – – • • •", fordi det var let at forstå for en telegrafist "gnist", selv med støj på ledningen/signalet. SOS sendes som ét tegn i stedet for tre for at vise, at det ikke er en forkortelse. Altså hverken "Save Our Souls", "Save Our Saucepans", "Save Our Ship", Sild og Snaps eller "Send Our Savior".
I 1906 erstattede det CQD som internationalt nødsignal ved IRC-06.
Det tilsvarende nødsignal ved radiotelefoni er Mayday.
| Anime eller manga | Spire Denne artikel om medie og kommunikation er en spire som bør udbygges. Du er velkommen til at hjælpe Wikipedia ved at udvide den. |